# Боевые шахматы
Боевые шахматы — игра на классической шахматной доске при помощи классических шахматных фигур по правилам, несколько отличающимся от классических шахматных правил. Здесь и далее по тексту под фигурами понимаются: король, ферзь, ладья, слон, конь, а также пешка.
Игра в «Боевые шахматы» характерна тем, что к её началу противоборствующие стороны совершенно не знают позицию соперника. Это, в каком-то смысле, моделирует боевую обстановку перед сражением, заставляет противников быстро ориентироваться в сложившейся ситуации на шахматной доске, исключает их начальное равенство друг перед другом, как это имеет место в обычных шахматах. Также игра исключает возможность применения дебютных заготовок из обычных шахмат из-за нестандартности в начальном расположении фигур, усиливает поиск каждым играющим оптимальных начальных расстановок, хотя, в известном смысле, начальная расстановка сама по себе может быть признана «дебютной заготовкой».

## Правила
Перед началом игры соперники, на разобщенных половинах шахматной доски, скрытно друг от друга, произвольным образом расставляют каждый свои фигуры. Число фигур остаётся таким же, как и в обычных шахматах. Однако каждая фигура может занимать любую клетку своей половины доски (ближайшие к игроку 4 горизонтали шахматной доски), по желанию играющего. В частности, пешка может находиться на ближайшей к игроку горизонтали, на одной вертикали могут быть размещены несколько пешек, слоны могут располагаться на полях одного цвета и т. п.
После расстановки фигур соперники сближают полудоски и начинают играть по обычным шахматным правилам за некоторыми исключениями:
- При расстановке возможен вариант, когда к моменту первого хода король одного из игроков оказывается под шахом, а по жребию право хода принадлежит сопернику. В таком случае игроку, чей король оказался под шахом, присуждается поражение. Это несколько ограничивает число разыгрываемых начальных позиций, однако является достаточно редким случаем, свойственным скорее начинающим игрокам.
- В случае хода пешки с ближайшей к игроку горизонтали (в нотации: с 1-й или 8-й), она может перейти только на 2-ю (7-ю) от игрока горизонталь, после чего у неё появляется право двигаться на два поля вперёд, аналогично правилам обычных шахмат. В этом случае, при соответствующем расположении пешки противника, может быть применено правило о взятии «на проходе».

Правила игры разработаны Г. М. Мироновым. Официальных комментариев боевым шахматам со стороны федераций классических шахмат пока не поступало.

## Боевые шахматы в сети Интернет
На данный момент в сети Интернет существует портал, позволяющий играть в боевые шахматы в режиме онлайн. На этом портале регулярно проводятся индивидуальные и командные турниры. Количество участников некоторых из этих турниров превышало 200 человек.